# خبی
خبی (به گرجی: ხობი) شهری در استان سامگرلو-زمو سوانتی گرجستان است. جمعیت این شهر طبق سرشماری سال ۲۰۰۹ میلادی ۵٬۸۰۰ نفر بوده‌است.